# Ingeborg Topsøe
Ingeborg Topsøe (født 21. september 1985) er en dansk manuskriptforfatter. Uddannet fra National Film & Television School i London i 2012. 
Hun spillefilmsdebuterede med Milad Alamis Charmøren (2017) og har siden skrevet det danske mafiadrama Kød & blod (2020) instrueret af Jeanette Nordahl med bl.a. Sidse Babett Knudsen, Elliott Crosset Hove og Sandra Guldberg Kampp i hovedrollerne. Filmen havde verdenspremiere på Filmfestivalen i Berlin. I januar 2021 blev Ingeborg Topsøe nomineret til en Robert for Årets Originale Manuskript for manuskriptet til Kød & blod.
Hendes afgangsfilm Volume fra National Film & Television School vandt British Independent Film Award og var med i konkurrencen ved Short Film Grand Jury Prize på Sundance Film Festival i 2013.
I 2025 udgav hun romanen Efterveer. 
Hun skabte og skrev den danske tv-serie Reservatet, som udkom på Netflix i 2025.

## Filmografi
- Reservatet (2025) - Skaber og manuskript
- Kød & blod (2020) – ideudvikling og manuskript
- Hanna (2019) – manuskript (1 episode)
- Charmøren (2017) – manuskript
- The Family (2016) – manuskript
- Nylon (2015) – manuskript
- Bird World (2012) – manuskript
- Volume (2012) – manuskript
- Reverse (2010) – manuskript